# Tattoomenta
Die tattoomenta Kassel ist eine Tattoo- und Piercing-Messe, die „zu den renommiertesten Publikumsmessen der Tattooszene gehört“.

## Geschichte
Die erste tattoomenta eröffnete im Jahr 2007 ihre Pforten. Veranstalterin ist die Kasseler Tätowiererin Jenny Franke („Jenny B“), die  Tätowierstudios in Kassel, Paderborn und Göttingen betreibt. In den Jahren 2011 und 2012 fand die tattoomenta in der JVA Elwe statt, dem ehemaligen Kasseler Gefängnis. 2012 sorgte Gunter Gabriel mit einem Johnny-Cash-Programm für Unterhaltung im Gefängnishof.
Ab 2013 wurde der Veranstaltungsort in die documenta-Halle in Kassel verlegt. Die Tattoomenta 2015 stand unter dem Motto „Vintage Circus“, durch das Programm führte unter anderem Ingo Kantorek.
Die Aussteller zeigen Motive aus den Stilrichtungen Watercolor, Oldschool, Maori, Dotwork und Trash Polka. Die Gäste können sich auch vor Ort ein Tattoo oder Piercing stechen lassen. Es gibt ein Café und einen Imbisswagen und es wird Live-Musik sowie ein Graffiti-Workshop angeboten. Ferner gibt es eine Händlermeile, auf der Accessoires, wie z. B. Mützen, Taschen und Schmuck angeboten werden. Das TätowierMagazin und die Tattoo Erotica sind mit einem eigenen Stand vertreten.

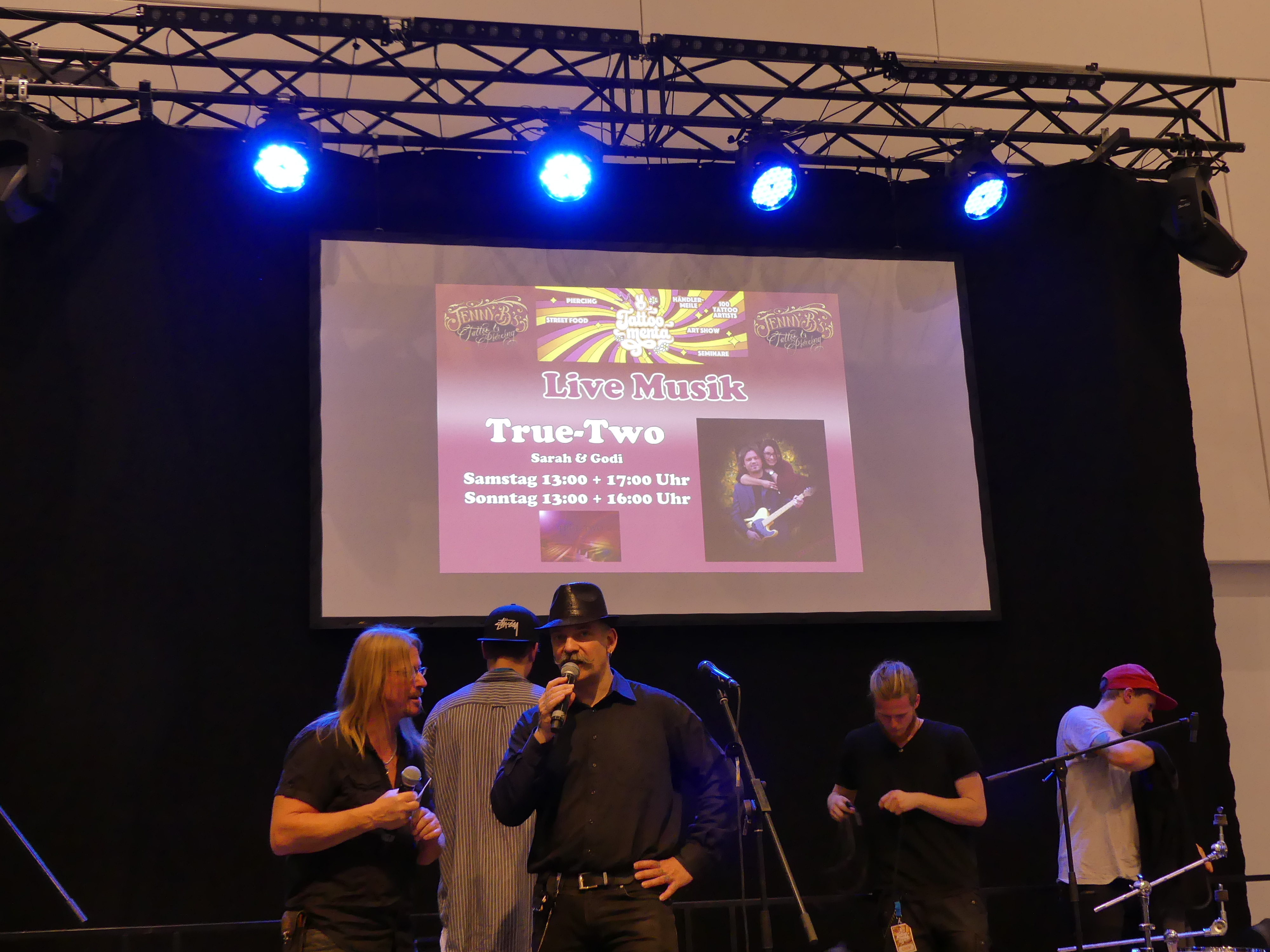
Die Lifebühne auf der tattoomenta 2018. Ansageunikum Jörg Zimmermann aka Knicki Knacki und Dirk-Boris Rödel.
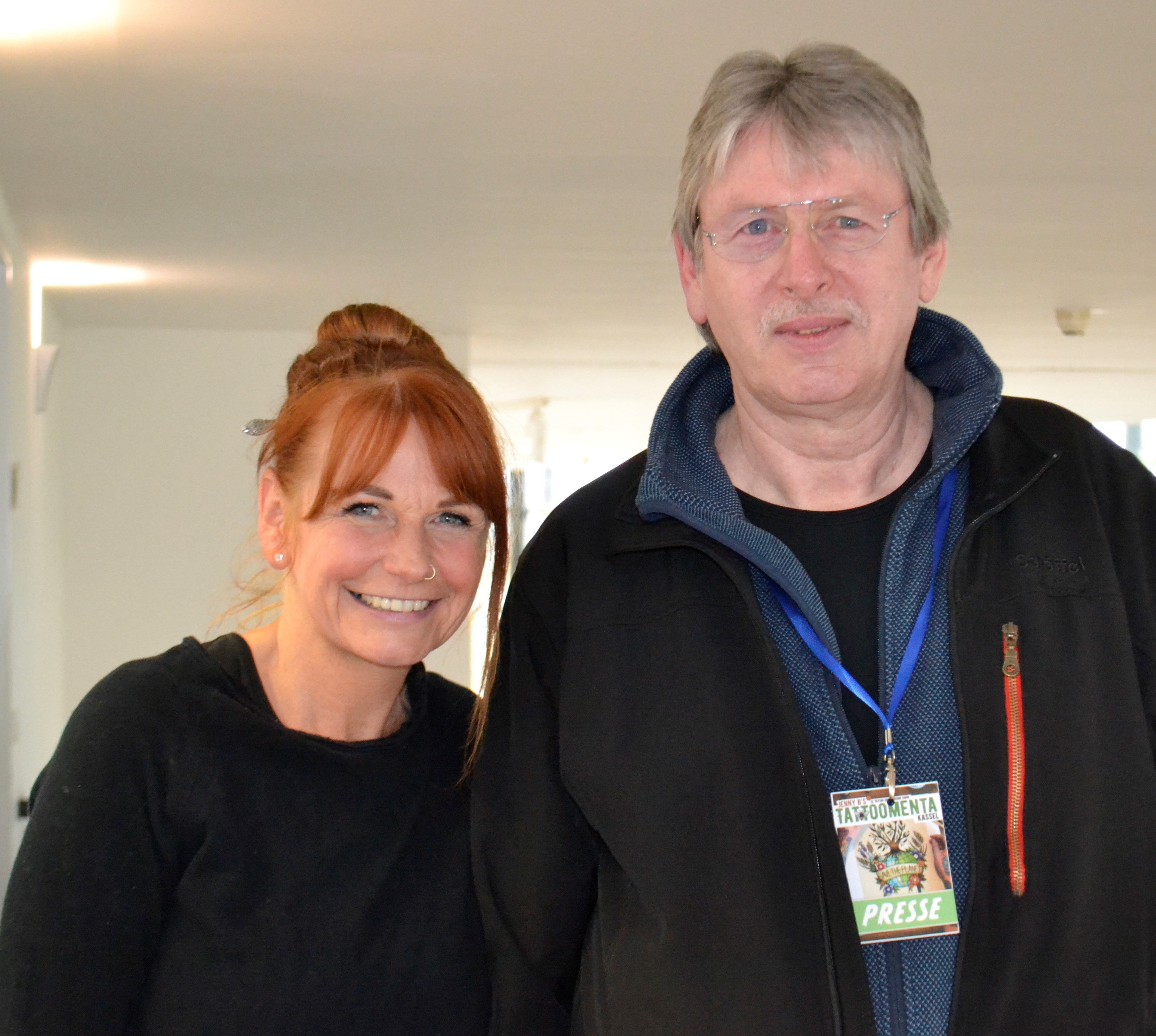
Die Veranstalterin der Tattoomenta in Kassel, Jenny Franke und der Tattoo-Forscher Manfred Kohrs auf der Tattoomenta 2019
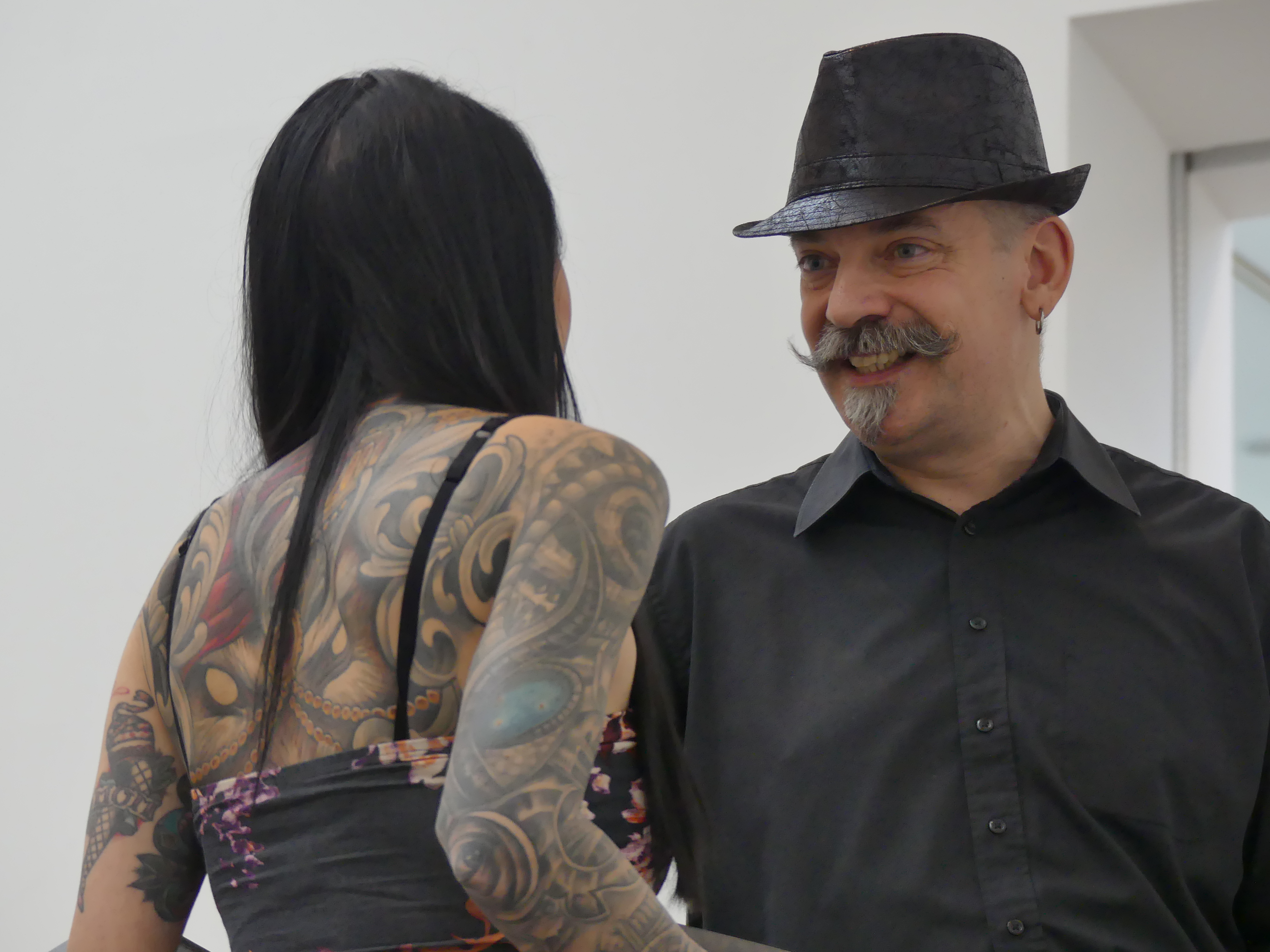
Journalist und Sachbuchautor Dirk-Boris Rödel auf der tattoomenta 2018
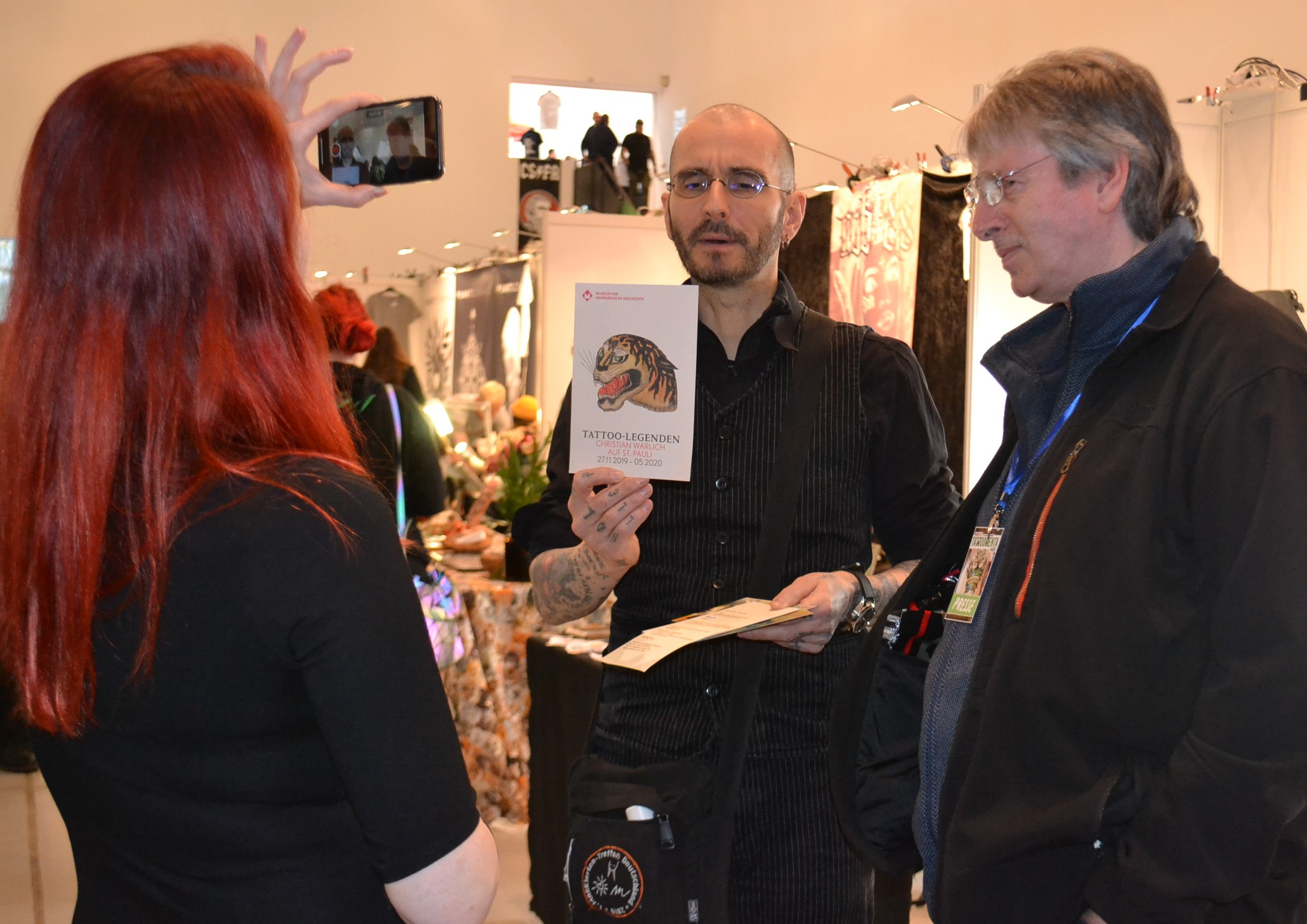
Mark Benecke und Manfred Kohrs auf der tattoomenta 2019

### Tattoo Contest
In einem bundesweiten Tattoo-Contest wird seit 2004 jedes Jahr Deutschlands bester Nachwuchstätowierer gekürt, der Vorentscheid erfolgt über das TätowierMagazin. Das Thema 2017 lautete  „Mischwesen“ – in Anlehnung an Hieronymus Boschs 500. Todestag. Dabei ist ein eigener Entwurf Pflicht und der Entstehungsprozess sowie der Tätowiervorgang werden live auf die Bühnen-Leinwand übertragen. Im Jahr 2016 und 2017 fand die Endausscheidung auf der tattoomenta statt. Die Tattoo-Künstlerin Carmela Sullivan schaffte es als einzige Frau und als einzige Schweizerin ins Finale und belegte den dritten Platz.

## Trivia
Auf der tattoomenta 2014 tätowierte Mark Benecke mehrere Besucher und stellte die Einnahmen einem sozialen Projekt zur Verfügung.

## Medienecho (Auswahl)
„Die Tattoomenta hat sich in der Szene zu einer bekannten Veranstaltung entwickelt.
Die Besucher kommen aus ganz Deutschland, aber auch aus Österreich, der Schweiz und anderen Ländern.“